# Torneo de Reservas (Perú)
El Torneo de Reservas, previamente denominado Torneo de Promoción y Reservas, fue una competición de fútbol del Perú. Se jugaba desde el 2010 hasta el 2024 y se caracterizó por la inclusión de jugadores juveniles o que no son tomados en cuenta en los equipos titulares.
La Federación Peruana de Fútbol, en los cambios y reestructuración del campeonato peruano, crea la Liga 3 para el año 2025. En ella, clasificaron los 8 cuartofinalistas de la última edición del Torneo de Reservas. Finalmente el Torneo de Reservas desaparece y será reemplazado por Liga Nacional Sub-18 Perú.

## Antecedentes
Con la finalidad de incentivar la aparición de nuevos talentos en el fútbol, a partir de 1931 el Campeonato Peruano de Primera División se estructuró sobre la base de dos torneos que se disputaron de forma paralela: El Torneo de Primeros Equipos, conformado por los equipos principales de cada club participante, y el Torneo de Reservas, conformado por juveniles o reservistas de estos mismos clubes. Ambos torneos tenían incidencia en la definición del campeón de la temporada. Así, la tabla general se formaba sobre la base de la sumatoria de los puntos obtenidos por los equipos principales de cada club en el Torneo de Primeros Equipos, a la cual se añadía una bonificación de 0.25 puntos por cada punto obtenido en el Torneo de Reservas.

## Ediciones
Torneo de Equipos de Reserva (1930 - 1950)
| Año  | Campeón                                                                      | Subcampeón                                                                   |
| ---- | ---------------------------------------------------------------------------- | ---------------------------------------------------------------------------- |
| 1930 | Federación Universitaria                                                     | Alianza Lima                                                                 |
| 1931 | Federación Universitaria                                                     | Alianza Frigorífico                                                          |
| 1932 | Federación Universitaria                                                     | Alianza Lima                                                                 |
| 1933 | Sportivo Tarapacá Ferrocarril                                                | Universitario de Deportes                                                    |
| 1934 | Alianza Lima                                                                 | Universitario de Deportes                                                    |
| 1936 | En 1936 no se disputó el campeonato debido a los Juegos Olímpicos de Berlín. | En 1936 no se disputó el campeonato debido a los Juegos Olímpicos de Berlín. |
| 1937 | Deportivo Municipal                                                          | Universitario de Deportes                                                    |
| 1938 |                                                                              |                                                                              |
| 1939 |                                                                              |                                                                              |
| 1940 |                                                                              |                                                                              |
| 1941 |                                                                              |                                                                              |
| 1942 |                                                                              |                                                                              |
| 1943 | Deportivo Municipal                                                          |                                                                              |
| 1944 |                                                                              |                                                                              |
| 1945 |                                                                              |                                                                              |
| 1946 |                                                                              |                                                                              |
| 1947 |                                                                              |                                                                              |
| 1948 |                                                                              |                                                                              |
| 1949 | Sucre                                                                        | Alianza Lima                                                                 |
| 1950 | Centro Iqueño                                                                | Atlético Chalaco                                                             |

Torneo de Promoción y Reserva (2010 - 2024)
| Año  | Campeón                                      | Subcampeón                                   |
| ---- | -------------------------------------------- | -------------------------------------------- |
| 2010 | Universidad César Vallejo                    | Universidad San Martín                       |
| 2011 | Alianza Lima                                 | Juan Aurich                                  |
| 2012 | Juan Aurich                                  | Universidad San Martín                       |
| 2013 | Universidad San Martín                       | Alianza Lima                                 |
| 2014 | FBC Melgar                                   | Universitario de Deportes                    |
| 2015 | FBC Melgar                                   | Unión Comercio                               |
| 2016 | Sporting Cristal                             | Universitario de Deportes                    |
| 2017 | Sport Huancayo                               | Sporting Cristal                             |
| 2018 | Sporting Cristal                             | Alianza Lima                                 |
| 2019 | Sporting Cristal                             | Sport Huancayo                               |
| 2020 | Suspendida por la pandemia de COVID-19       | Suspendida por la pandemia de COVID-19       |
| 2021 | Reemplazado por Torneo extraordinario sub-18 | Reemplazado por Torneo extraordinario sub-18 |
| 2022 | Alianza Lima                                 | Ayacucho F. C.                               |
| 2023 | Sporting Cristal                             | Universitario de Deportes                    |
| 2024 | Universitario de Deportes                    | FBC Melgar                                   |

## Palmarés

### Títulos por equipo
| Equipo                    | Campeonatos                 | Subcampeonatos        |
| ------------------------- | --------------------------- | --------------------- |
| Sporting Cristal          | 4 (2016, 2018, 2019, 2023). | 1 (2017).             |
| Alianza Lima              | 2 (2011, 2022).             | 2 (2013, 2018).       |
| FBC Melgar                | 2 (2014, 2015).             | —                     |
| Universitario de Deportes | 1 (2024).                   | 3 (2014, 2016, 2023). |
| Universidad San Martín    | 1 (2013).                   | 2 (2010, 2012).       |
| Juan Aurich               | 1 (2012).                   | 1 (2011).             |
| Sport Huancayo            | 1 (2017).                   | 1 (2019).             |
| Universidad César Vallejo | 1 (2010).                   | —                     |
| Unión Comercio            | —                           | 1 (2015).             |
| Ayacucho F. C.            | —                           | 1 (2022).             |

### Títulos por departamento
| Departamento | Campeonatos                                         | Subcampeonatos                                      |
| ------------ | --------------------------------------------------- | --------------------------------------------------- |
| Lima         | 8 (2011, 2013, 2016, 2018, 2019, 2022, 2023, 2024). | 8 (2010, 2012, 2013, 2014, 2016, 2017, 2018, 2023). |
| Arequipa     | 2 (2014, 2015).                                     | 1 (2024).                                           |
| Lambayeque   | 1 (2012).                                           | 1 (2011).                                           |
| Junín        | 1 (2017).                                           | 1 (2019).                                           |
| La Libertad  | 1 (2010).                                           | —                                                   |
| San Martín   | —                                                   | 1 (2015).                                           |
| Ayacucho     | —                                                   | 1 (2022).                                           |

## Torneos paralelos / Torneos cortos
| Año  | Torneo                 | Campeón                   | Subcampeón                |
| ---- | ---------------------- | ------------------------- | ------------------------- |
| 2014 | Torneo del Inca        | Universitario de Deportes | Sporting Cristal          |
| 2015 | Torneo del Inca        | Universitario de Deportes | FBC Melgar                |
| 2015 | Torneo Apertura        | FBC Melgar                | Unión Comercio            |
| 2015 | Torneo Clausura        | Universidad San Martín    | Sporting Cristal          |
| 2016 | Torneo Apertura        | Sporting Cristal          | Universitario de Deportes |
| 2016 | Torneo Clausura        | Sporting Cristal          | Universitario de Deportes |
| 2016 | Copa Modelo Centenario | Sporting Cristal          | Universidad San Martín    |
| 2017 | Torneo de Verano       | Sporting Cristal          | Sport Huancayo            |
| 2017 | Torneo Apertura        | Sporting Cristal          | Sport Huancayo            |
| 2017 | Torneo Clausura        | Sport Huancayo            | FBC Melgar                |
| 2018 | Torneo de Verano       | Sporting Cristal          | Universidad San Martín    |
| 2018 | Torneo Apertura        | Sporting Cristal          | Sport Huancayo            |
| 2018 | Torneo Clausura        | Sporting Cristal          | Alianza Lima              |
| 2021 | Copa Generación Sub-18 | Sporting Cristal          | Alianza Lima              |

## Número de Temporadas
En negrita (Nombre del club y Número de Temporadas) los equipos en la última temporada de 2024.
 Datos actualizados de 2010 hasta la última temporada 2024. 
| N°  | Club                             | Temp. | Temporadas Totales                                                                 | Tít. | Sub. | Asc. | Desc. |
| --- | -------------------------------- | ----- | ---------------------------------------------------------------------------------- | ---- | ---- | ---- | ----- |
| 1.  | Sporting Cristal                 | 14    | 2010, 2011, 2012, 2013, 2014, 2015, 2016, 2017, 2018, 2019, 2020, 2022, 2023, 2024 | 4    | 1    | 1    | 1     |
| 2.  | Alianza Lima                     | 14    | 2010, 2011, 2012, 2013, 2014, 2015, 2016, 2017, 2018, 2019, 2020, 2022, 2023, 2024 | 2    | 2    | 1    | 0     |
| 3.  | FBC Melgar                       | 14    | 2010, 2011, 2012, 2013, 2014, 2015, 2016, 2017, 2018, 2019, 2020, 2022, 2023, 2024 | 2    | 1    | 1    | 0     |
| 4.  | Universitario de Deportes        | 14    | 2010, 2011, 2012, 2013, 2014, 2015, 2016, 2017, 2018, 2019, 2020, 2022, 2023, 2024 | 1    | 3    | 1    | 0     |
| 5.  | Sport Huancayo                   | 14    | 2010, 2011, 2012, 2013, 2014, 2015, 2016, 2017, 2018, 2019, 2020, 2022, 2023, 2024 | 1    | 1    | 1    | 0     |
| 6.  | Universidad San Martín de Porres | 12    | 2010, 2011, 2012, 2013, 2014, 2015, 2016, 2017, 2018, 2019, 2020, 2022             | 1    | 2    | 1    | 1     |
| 7.  | Ayacucho FC(1)                   | 12    | 2010, 2011, 2012, 2013, 2014, 2015, 2016, 2017, 2018, 2019, 2020, 2022             | 0    | 1    | 1    | 1     |
| 8.  | Unión Comercio                   | 12    | 2011, 2012, 2013, 2014, 2015, 2016, 2017, 2018, 2019, 2022, 2023, 2024             | 0    | 1    | 2    | 2     |
| 9.  | Universidad César Vallejo        | 12    | 2010, 2011, 2012, 2013, 2014, 2015, 2016, 2019, 2020, 2022, 2023, 2024             | 1    | 0    | 2    | 1     |
| 10. | Cusco FC(2)                      | 12    | 2012, 2013, 2014, 2015, 2016, 2017, 2018, 2019, 2020, 2022, 2023, 2024             | 0    | 0    | 1    | 1     |
| 11. | UTC                              | 11    | 2013, 2014, 2015, 2016, 2017, 2018, 2019, 2020, 2022, 2023, 2024                   | 0    | 0    | 1    | 1     |
| 12. | Cienciano                        | 10    | 2010, 2011, 2012, 2013, 2014, 2015, 2020, 2022, 2023, 2024                         | 0    | 0    | 2    | 1     |
| 13. | Juan Aurich                      | 9     | 2010, 2011, 2012, 2013, 2014, 2015, 2016, 2017, 2022                               | 1    | 1    | 2    | 2     |
| 14. | Sport Boys                       | 9     | 2010, 2011, 2012, 2018, 2019, 2020, 2022, 2023, 2024                               | 0    | 0    | 2    | 1     |
| 15. | Deportivo Municipal              | 8     | 2015, 2016, 2017, 2018, 2019, 2020, 2022, 2023                                     | 0    | 0    | 1    | 1     |
| 16. | Alianza Atlético                 | 8     | 2010, 2011, 2015, 2016, 2017, 2022, 2023, 2024                                     | 0    | 0    | 3    | 3     |
| 17. | León de Huánuco                  | 6     | 2010, 2011, 2012, 2013, 2014, 2015                                                 | 0    | 0    | 1    | 1     |
| 18. | Academia Cantolao                | 6     | 2017, 2018, 2019, 2020, 2022, 2023                                                 | 0    | 0    | 1    | 1     |
| 19. | Deportivo Binacional             | 5     | 2018, 2019, 2020, 2022, 2023                                                       | 0    | 0    | 1    | 1     |
| 20. | Comerciantes Unidos              | 5     | 2016, 2017, 2018, 2022, 2024                                                       | 0    | 0    | 3    | 3     |
| 21. | Carlos A. Mannucci               | 5     | 2019, 2020, 2022, 2023, 2024                                                       | 0    | 0    | 1    | 1     |
| 22. | Atlético Grau                    | 4     | 2020, 2022, 2023, 2024                                                             | 0    | 0    | 1    | 1     |
| 23. | José Gálvez FBC                  | 3     | 2010, 2012, 2013                                                                   | 0    | 0    | 2    | 2     |
| 24. | Alianza Universidad              | 3     | 2019, 2020, 2022                                                                   | 0    | 0    | 2    | 2     |
| 25. | ADT                              | 3     | 2022, 2023, 2024                                                                   | 0    | 0    | 1    | 0     |
| 26. | CNI de Iquitos                   | 2     | 2010, 2011                                                                         | 0    | 0    | 1    | 1     |
| 27. | Cobresol FBC                     | 2     | 2011, 2012                                                                         | 0    | 0    | 1    | 1     |
| 28. | Sport Rosario                    | 2     | 2017, 2018                                                                         | 0    | 0    | 1    | 1     |
| 29. | Pirata FC                        | 2     | 2019, 2022                                                                         | 0    | 0    | 2    | 2     |
| 30. | FC Carlos Stein                  | 2     | 2020, 2022                                                                         | 0    | 0    | 2    | 2     |
| 31. | Deportivo Llacuabamba            | 2     | 2020, 2022                                                                         | 0    | 0    | 2    | 2     |
| 32. | Los Chankas                      | 2     | 2022, 2024                                                                         | 0    | 0    | 2    | 2     |
| 33. | Deportivo Garcilaso              | 2     | 2023, 2024                                                                         | 0    | 0    | 1    | 1     |
| 34. | Total Chalaco                    | 1     | 2010                                                                               | 0    | 0    | 1    | 1     |
| 35. | Pacífico FC                      | 1     | 2013                                                                               | 0    | 0    | 1    | 1     |
| 36. | San Simón                        | 1     | 2014                                                                               | 0    | 0    | 1    | 1     |
| 37. | Los Caimanes                     | 1     | 2014                                                                               | 0    | 0    | 1    | 1     |
| 38. | Sport Loreto                     | 1     | 2015                                                                               | 0    | 0    | 1    | 1     |
| 39. | Defensor La Bocana               | 1     | 2016                                                                               | 0    | 0    | 1    | 1     |
| 40. | Santos FC                        | 1     | 2022                                                                               | 0    | 0    | 1    | 1     |
| 41. | Unión Huaral                     | 1     | 2022                                                                               | 0    | 0    | 1    | 1     |
| 42. | Deportivo Coopsol                | 1     | 2022                                                                               | 0    | 0    | 1    | 1     |
| 43. | Alfonso Ugarte                   | 1     | 2022                                                                               | 0    | 0    | 1    | 1     |
| 44. | Sport Chavelines                 | 1     | 2022                                                                               | 0    | 0    | 1    | 1     |

- En Negrita, números de títulos (Temporadas Totales).
- En Cursiva, números de subtítulos (Temporadas Totales).

## Goleadores por edición
| Año      | Futbolista                       | Goles | Equipo                                 |
| -------- | -------------------------------- | ----- | -------------------------------------- |
| 2010     | Francesco Recalde Diago Portugal | 14    | Universidad César Vallejo Alianza Lima |
| 2011     | Miguel Curiel                    | 22    | Alianza Lima                           |
| 2012     | José Paolo Lolandes              | 16    | Sport Huancayo                         |
| 2013     | Francesco Recalde                | 14    | Universidad César Vallejo              |
| 2014-I   | Adrián Mujica                    | 7     | Juan Aurich                            |
| 2014-II  | Aurelio Gonzáles-Vigil           | 15    | FBC Melgar                             |
| 2015-I   | Gonzalo Maldonado                | 12    | Universitario de Deportes              |
| 2015-II  | Johan Rey                        | 14    | Unión Comercio                         |
| 2015-III | Bandera de Perú                  |       |                                        |
| 2016     | Bandera de Perú                  |       |                                        |
| 2017     | Bandera de Perú                  |       |                                        |
| 2018     | Bandera de Perú                  |       |                                        |
| 2019     | Daniel Tarazona                  | 24    | Academia Cantolao                      |
| 2022     | Sebastien Pineau                 |       | Alianza Lima                           |